# Live in Ukraine
Live in Ukraine – wydawnictwo koncertowe formacji Queen + Paul Rodgers. Dokumentuje ono koncert w Charkowie na Ukrainie z 12 września 2008 roku. 

## Lista utworów
CD 1:
1. „One Vision”
2. „Tie Your Mother Down”
3. „The Show Must Go On”
4. „Fat Bottomed Girls”
5. „Another One Bites the Dust”
6. „Hammer to Fall”
7. „I Want It All”
8. „I Want to Break Free”
9. „Seagull”
10. „Love of My Life”
11. „’39”
12. „Drum Solo”
13. „I'm in Love with My Car”
14. „Say It’s Not True”

CD 2:	
1. „Shooting Star”
2. „Bad Company”
3. „Guitar Solo”
4. „Bijou”
5. „Last Horizon”
6. „Crazy Little Thing Called Love”
7. „C-lebrity”
8. „Feel Like Makin’ Love”
9. „Bohemian Rhapsody”
10. „Cosmos Rockin’”
11. „All Right Now"
12. „We Will Rock You”
13. „We Are the Champions”
14. „God Save The Queen”

## Historia
Jesienią zeszłego roku, zaledwie na kilka tygodni przed rozpoczęciem trasy koncertowej promującej album Queen i Paula Rodgersa The Cosmos Rocks, grupa zaoferowała pomoc ukraińskiej Fundacji na rzecz walki z AIDS (AntiAids Fundation). Celem akcji było dotarcie do młodych ludzi z przesłaniem „Nie pozwól, by AIDS zrujnował twoje życie”.
Artyści bez namysłu udzielili wsparcia pomysłowi Fundacji – Ukraina jest bowiem krajem o najwyższym współczynniku wzrostu zakażeń AIDS w całej Europie. W tym czasie Queen i Paul Rodgers byli już dobrze przygotowani do trasy mającej się zacząć od dwóch koncertów na moskiewskiej arenie SCO. Pomoc dla Fundacji zwiastowała jednak poważne zmiany w planach koncertowych zespołu.
Dla zespołu i obsługi występ w Charkowie oznaczał, jak mówią muzycy, że „każdy musiał uwijać się jak w ukropie, ale w końcu większość wspaniałych i wartościowych rzeczy w życiu jest wyzwaniem”.
Mimo że wydawało się to niemożliwością, Queen i Paul Rodgers zmienili swoje plany i pojawili się na Placu Wolności w Charkowie, 12 września 2008 roku.

## Formaty wydawnictwa
- Amaray Box (DVD)
- Special Edition (2 CD+DVD)
- Tin Box (2 CD+DVD+T-shirt)